# Нейгаузен
Не́йга́узен (нем. Neuhausen), также Ней Ха́узен (рус. Ней Ха́узенъ), Ва́стселийнаский замок, городище Ва́стселийна и замок Ва́стселийна (эст. Vastseliina piiskopilinnus; Новгородок) — бывшая крепость (орденский замок) епископа Ливонского ордена. Развалины крепости находятся на правом берегу реки Яамаоя (также Мийксеоя и Меэкси) в 3 км к востоку от посёлка Вастселийна в уезде Вырумаа в Эстонии. В комплекс открытого здесь музея входит также большой парк, окружающий замковый холм.

## История

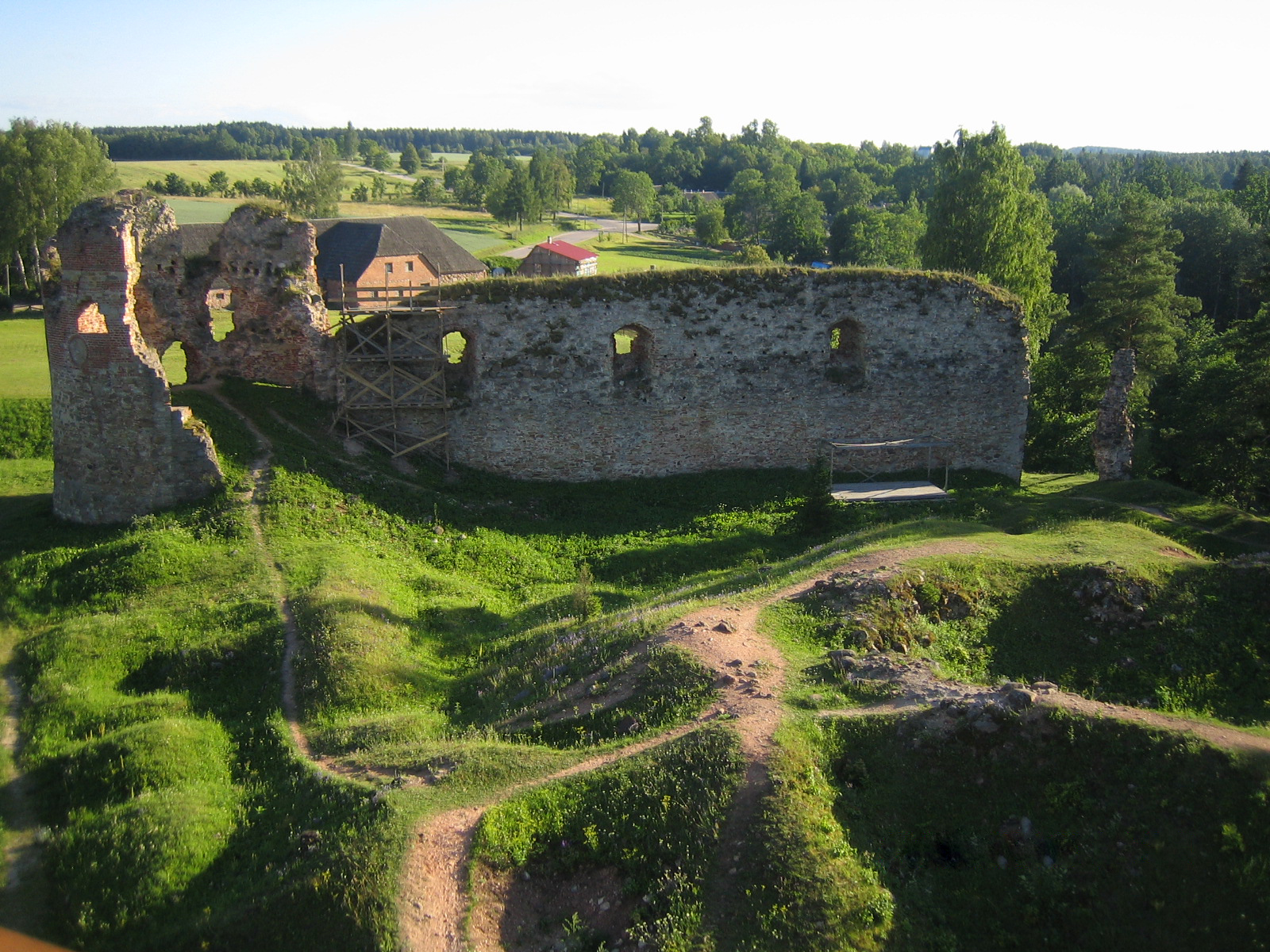
Вид на руины с северо-восточной башни, июль 2008 года

Поселение основано около 1273 года дерптским епископом на развалинах древнего чудского города Вастселийна, сам замок построен 60 лет спустя магистром Ливонского ордена Бурхардом фон Дрейлебеном, после опустошительного набега псковичей на юго-восточную часть Лифляндии. Строительство крепости было завершено в 1342 году.
Находясь на границе владений псковичей и ливонских рыцарей, Нейгаузен часто подвергался нападениям со стороны русских и считался сильной крепостью и складочным местом контрабандных товаров, перевозимых в Россию.
В 1501 году воевода Даниил Щеня, разорив окрестности Нейгаузена, несколько дней безуспешно осаждал его. В начале Ливонской войны, 30 июня 1558 года, Нейгаузен был взят русским войском под командованием князя Шуйского после непродолжительного, но энергичного сопротивления: «билися немцы добре жестоко и сидели насмерть».

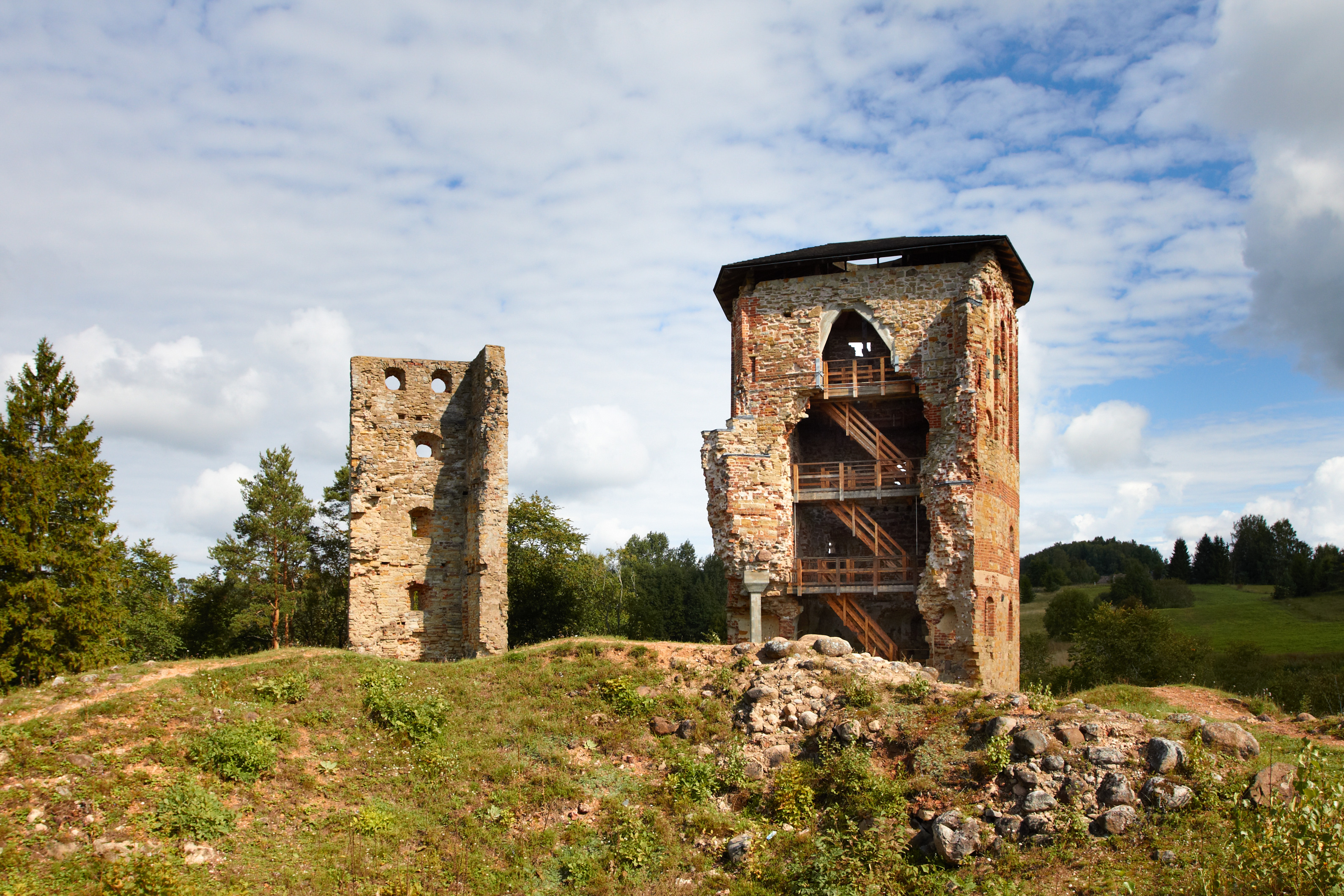
Северо-восточная башня в сентябре 2011 года

С тех пор до 1582 года он принадлежал русским, потом перешёл к полякам, затем к шведам. В 1655 году, накануне Русско-шведской войны 1656—1658 годов, полуразрушенные укрепления Нейгаузена были восстановлены Карлом X, однако в ходе кампании 1656 года русские овладели им без потерь. В 1661 году Нейгаузен был возвращен Швеции согласно условиям Кардисского мира.
В XVI веке при замке находился большой, хорошо укреплённый посад. В последний раз о пригороде Нейгаузена упоминается в 1690 году. Около Нейгаузена много курганов и остатков старинных церквей.
Когда в начале XVIII века Нейгаузен был занят русскими, он уже не был крепостью. Русское название Нейгаузена — Новгородок, Лифляндской губернии, Дерптского (Юрьевского) уезда.

## В художественный литературе
Замок Нейгаузен, находящийся в 20 км от него Псково-Печерский монастырь, крепость Изборск и окружающая живописная местность описаны в повести Александра Бестужева-Марлинского «Замок Нейгаузен» (1824), а также в романе Лажечникова «Последний Новик» (1833).

## Галерея

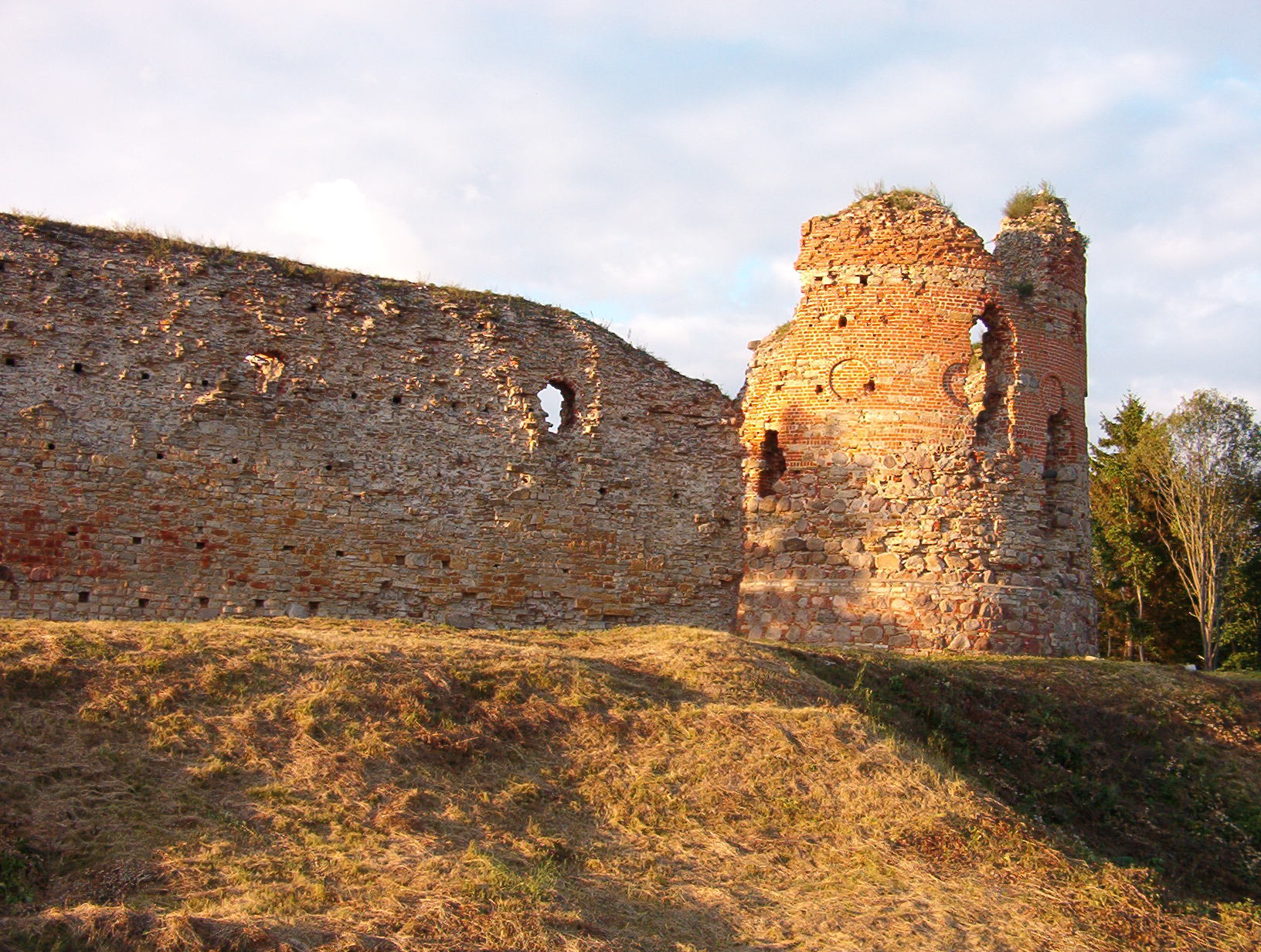
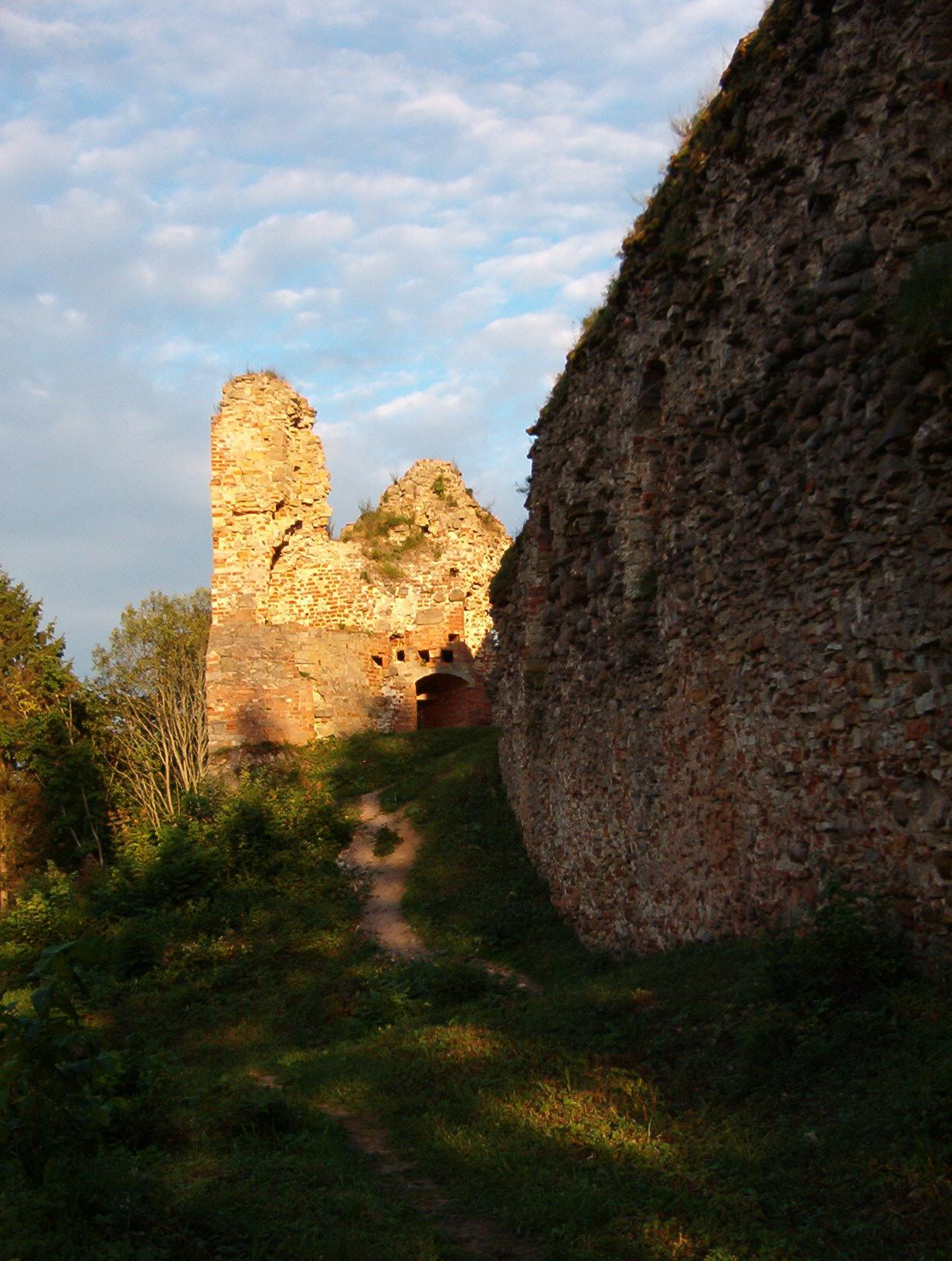
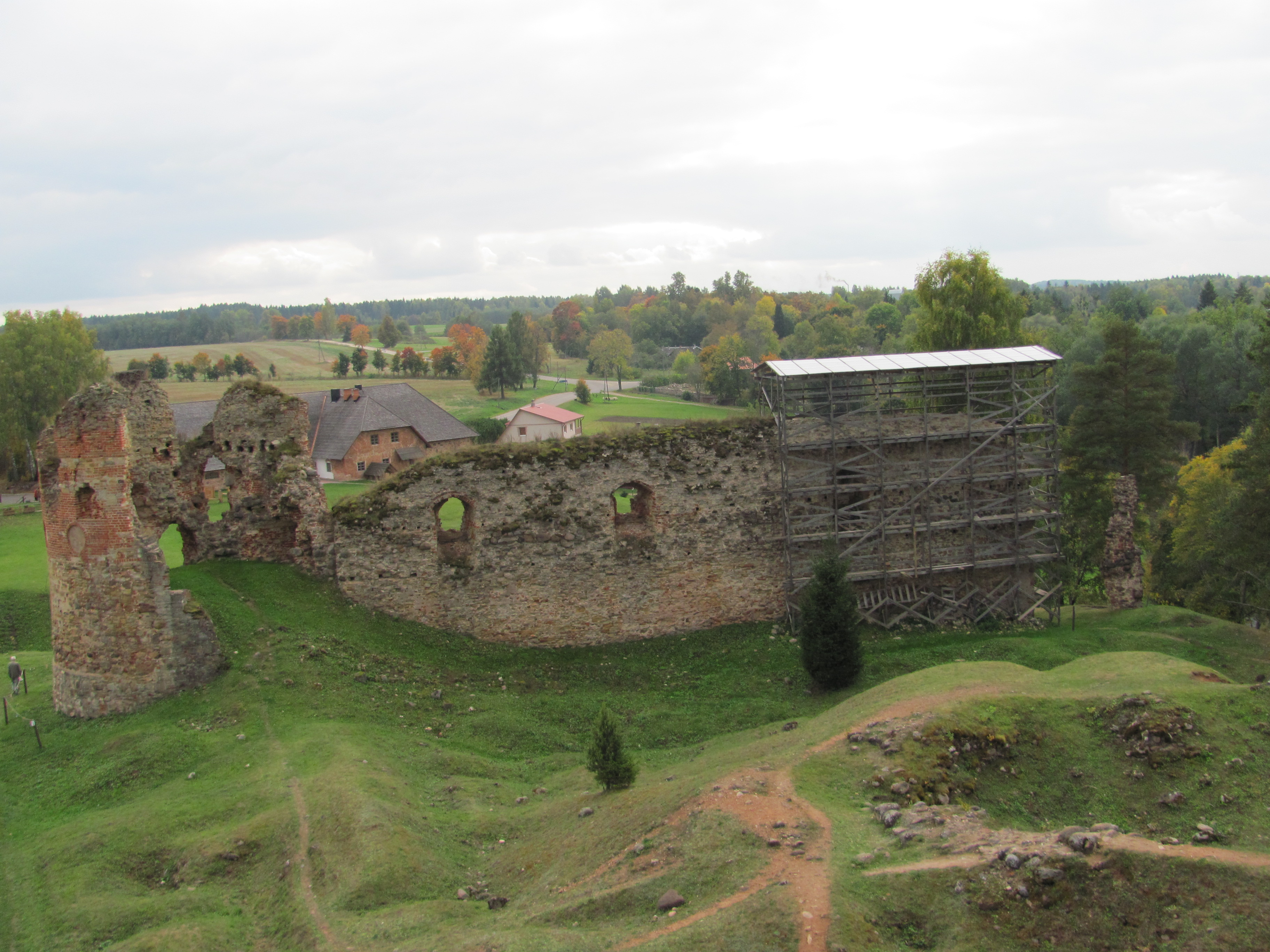
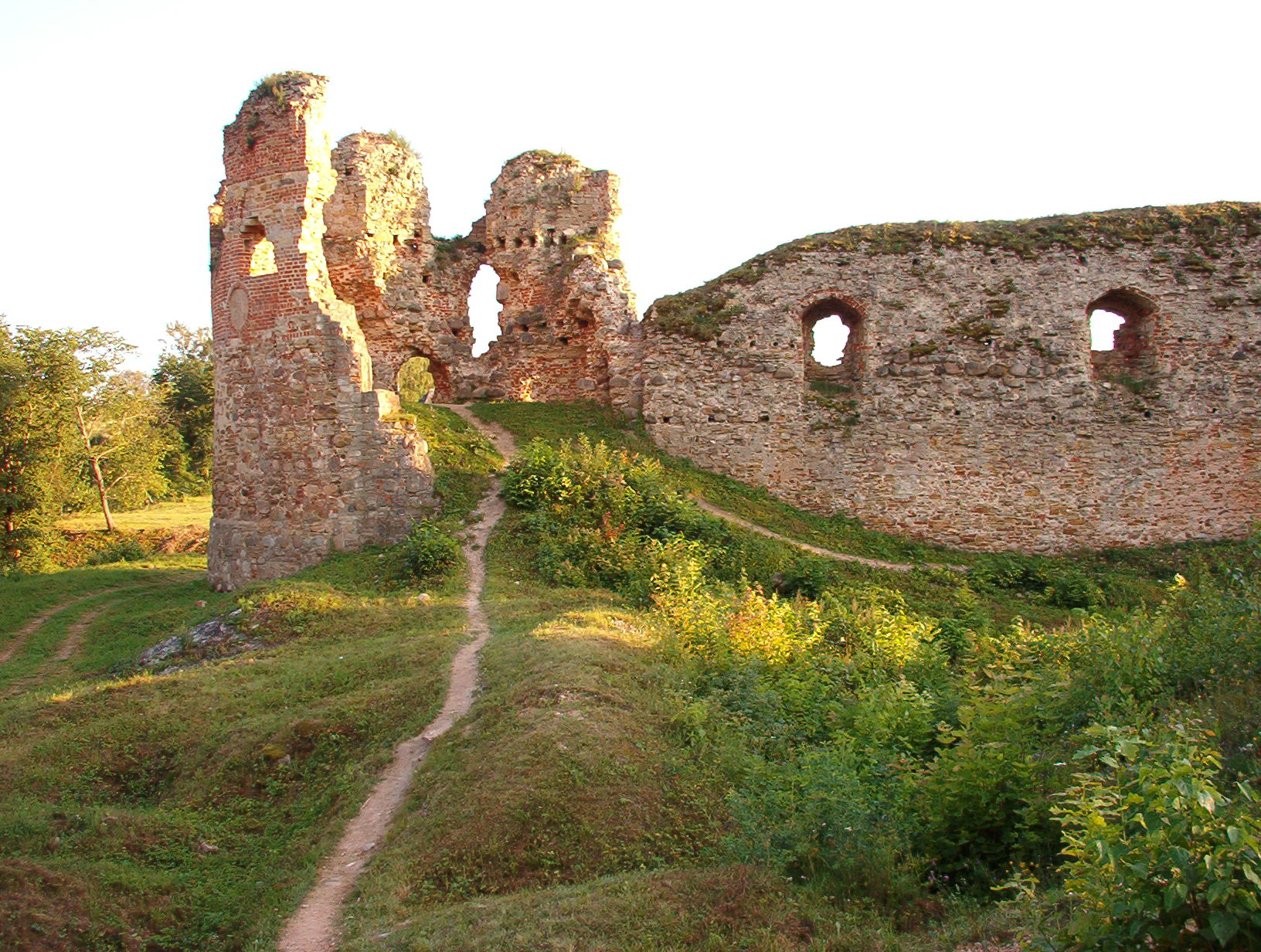
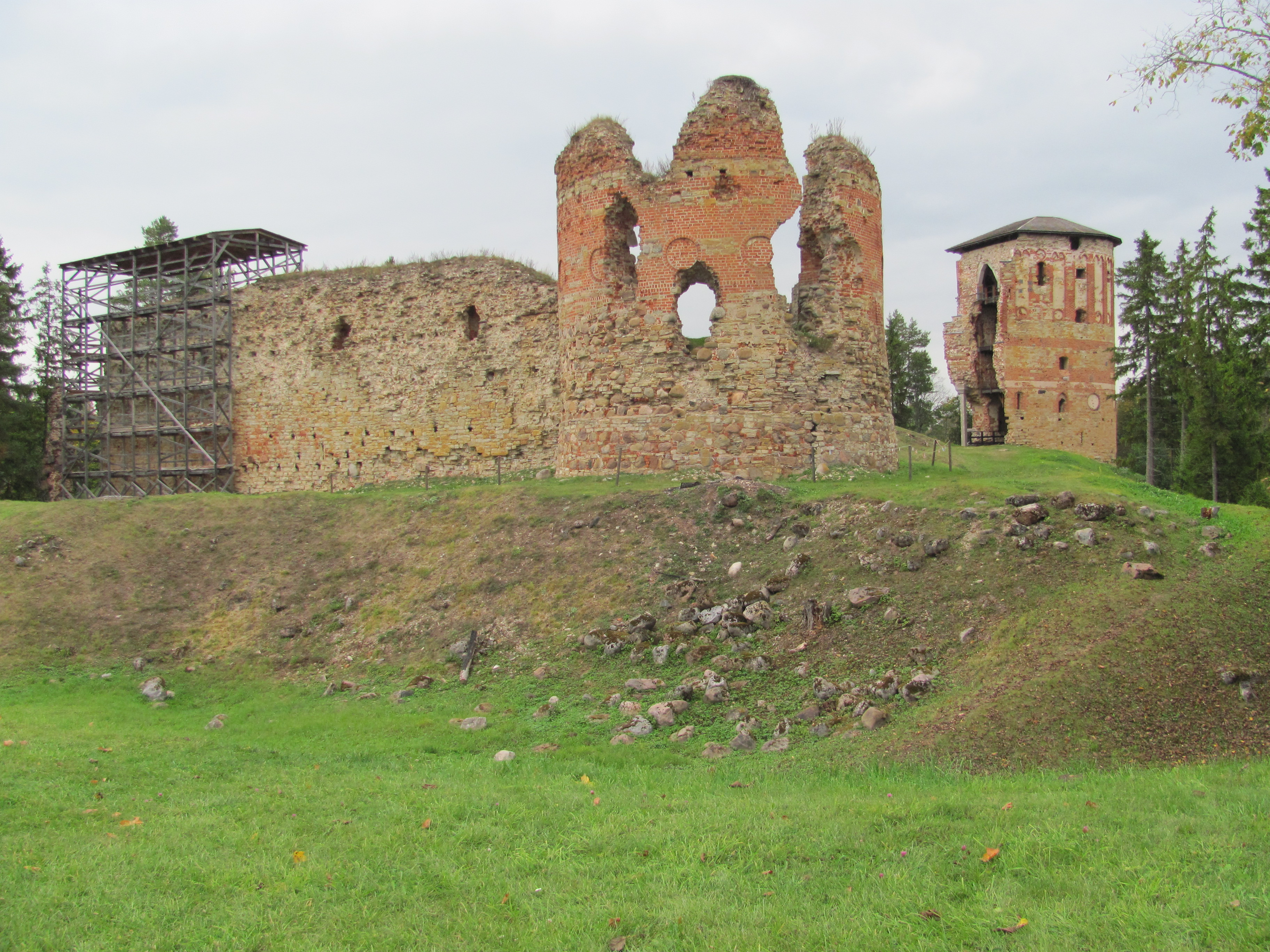
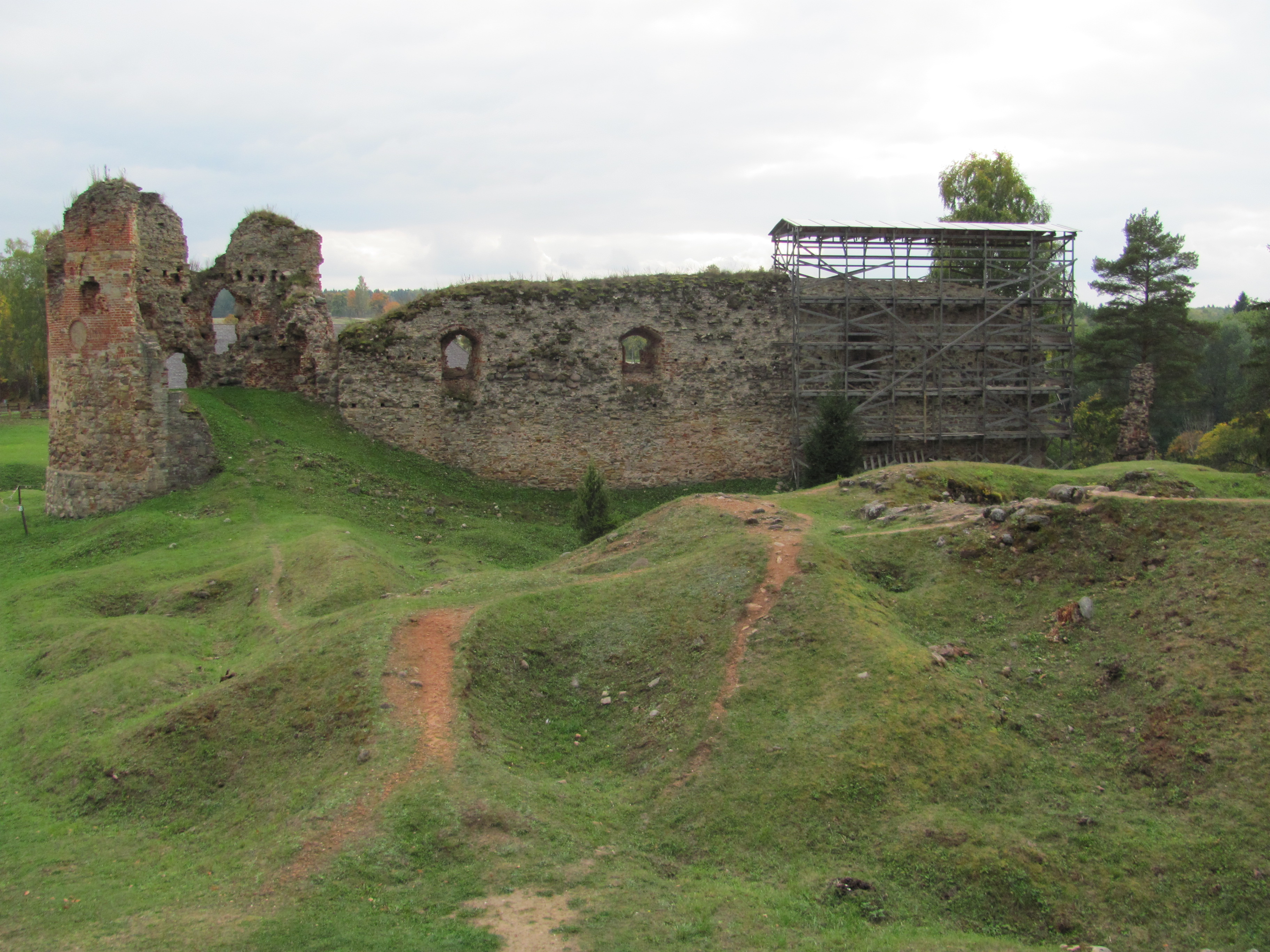
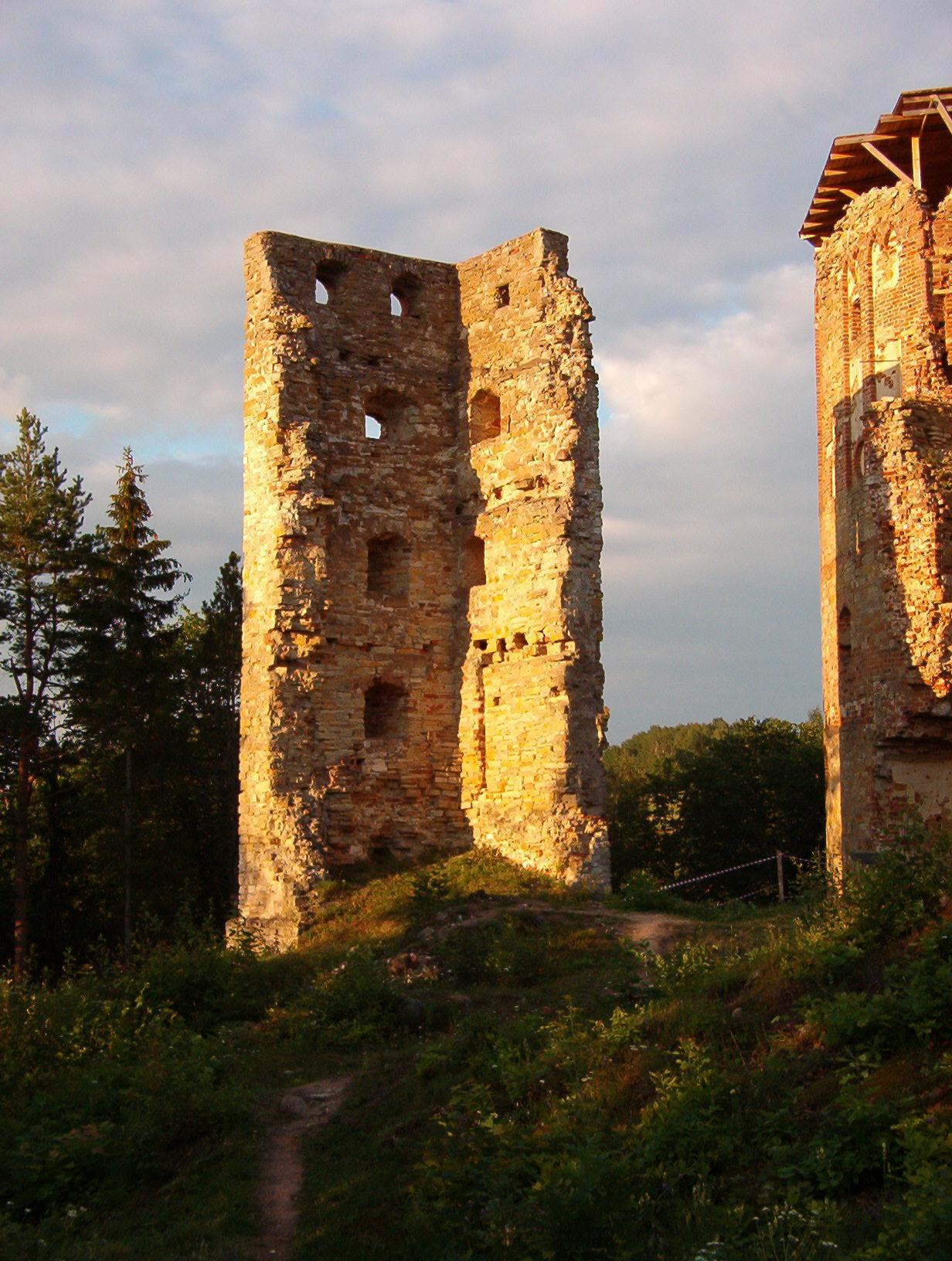
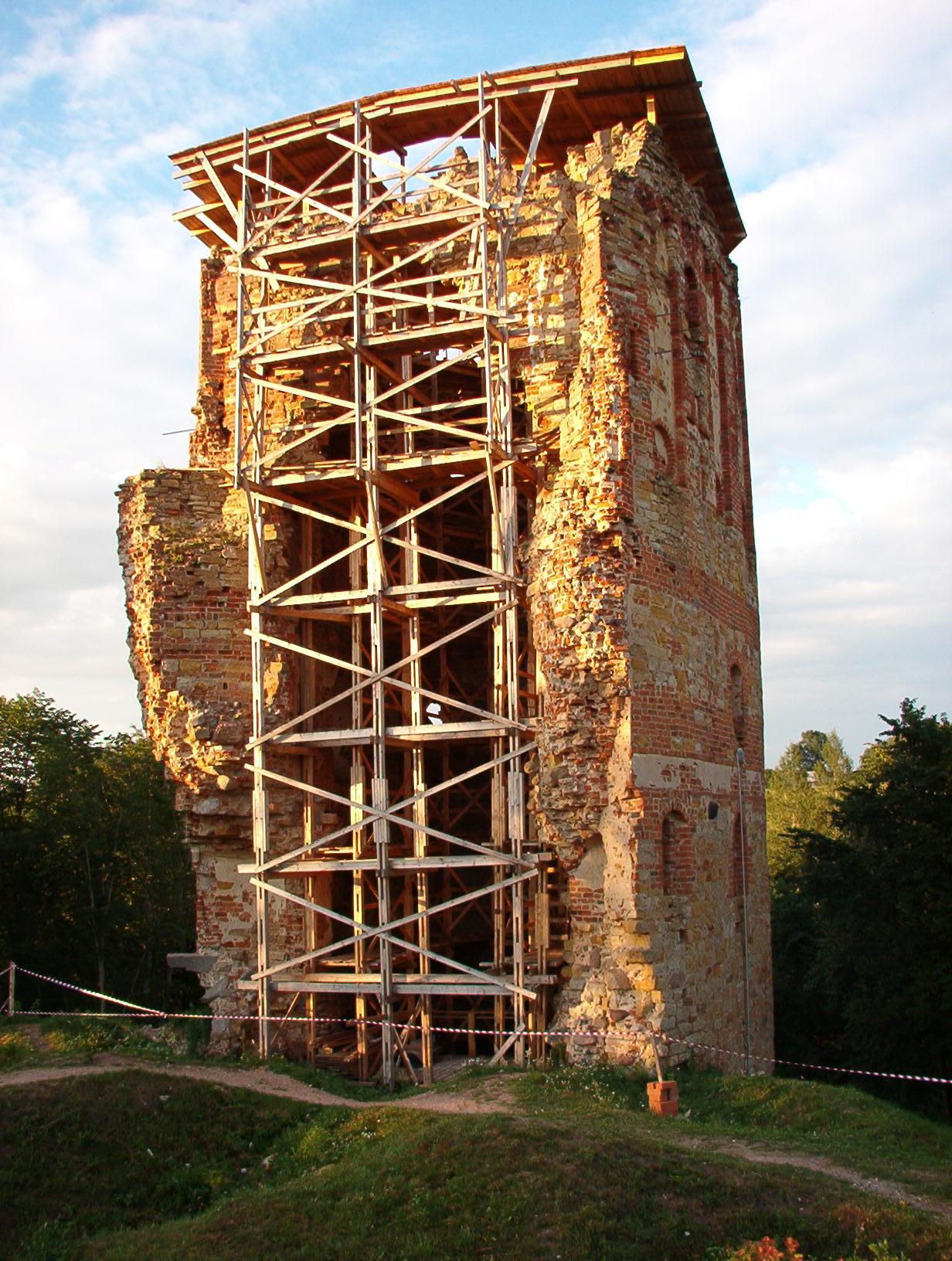
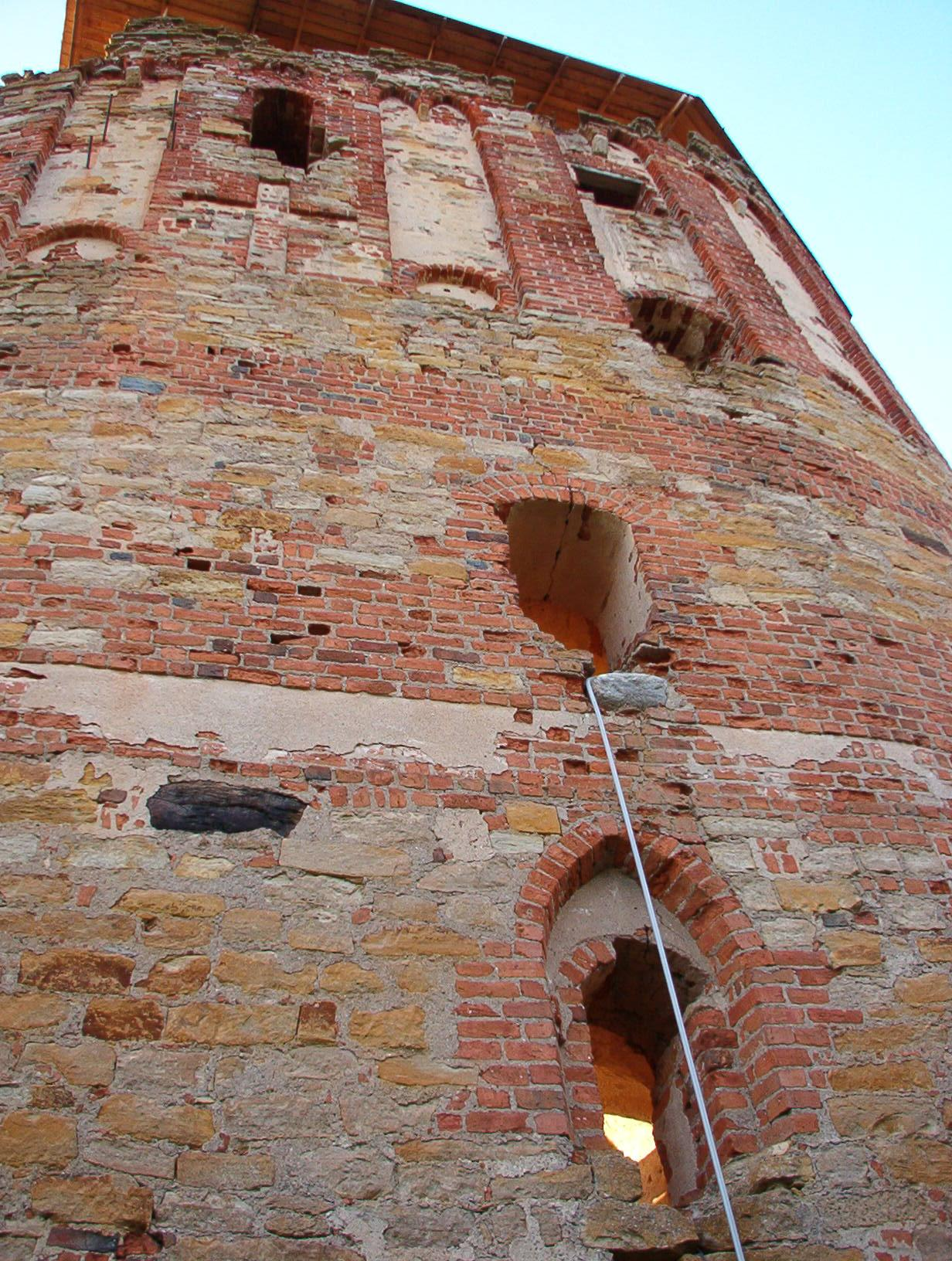
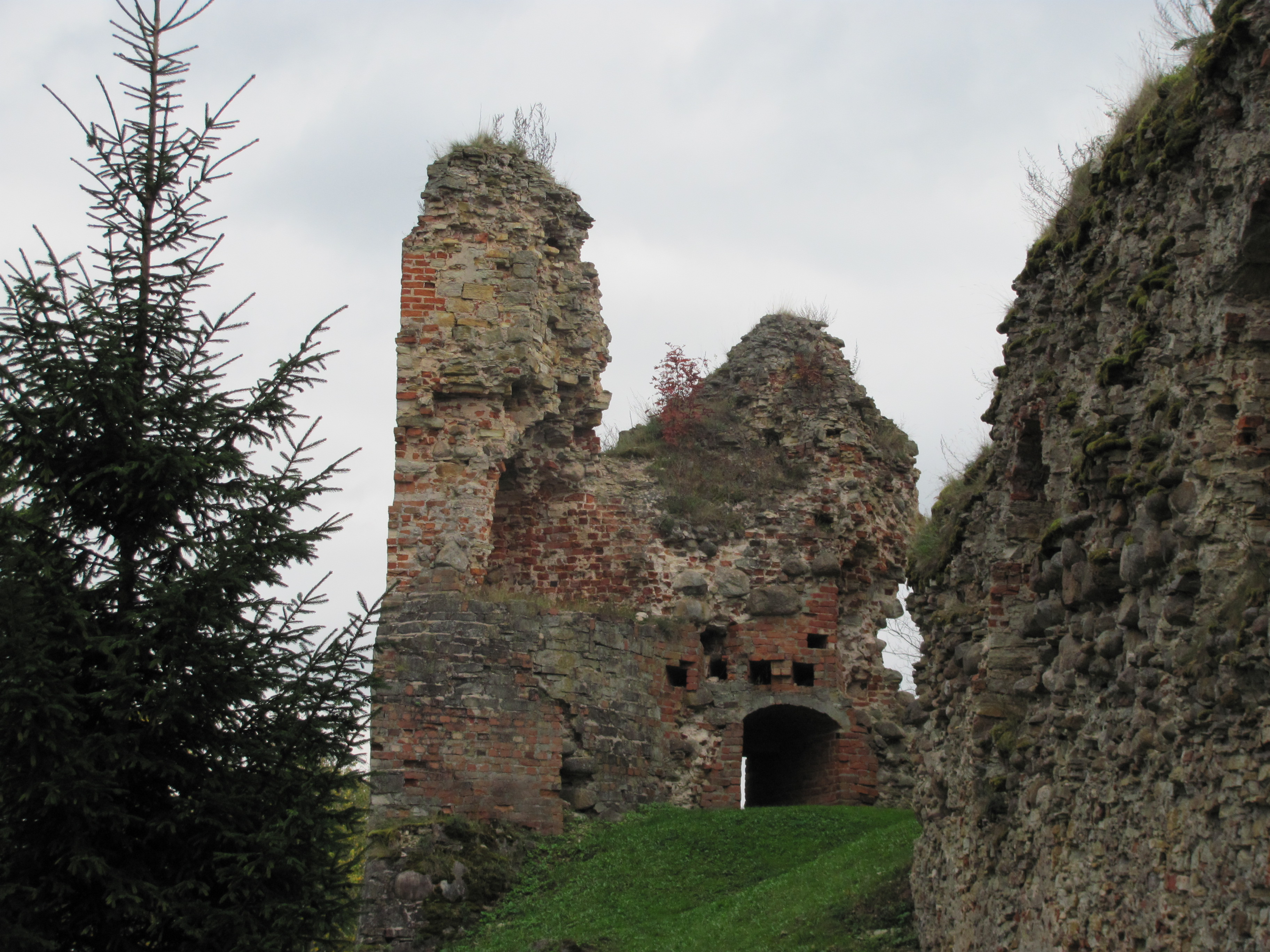
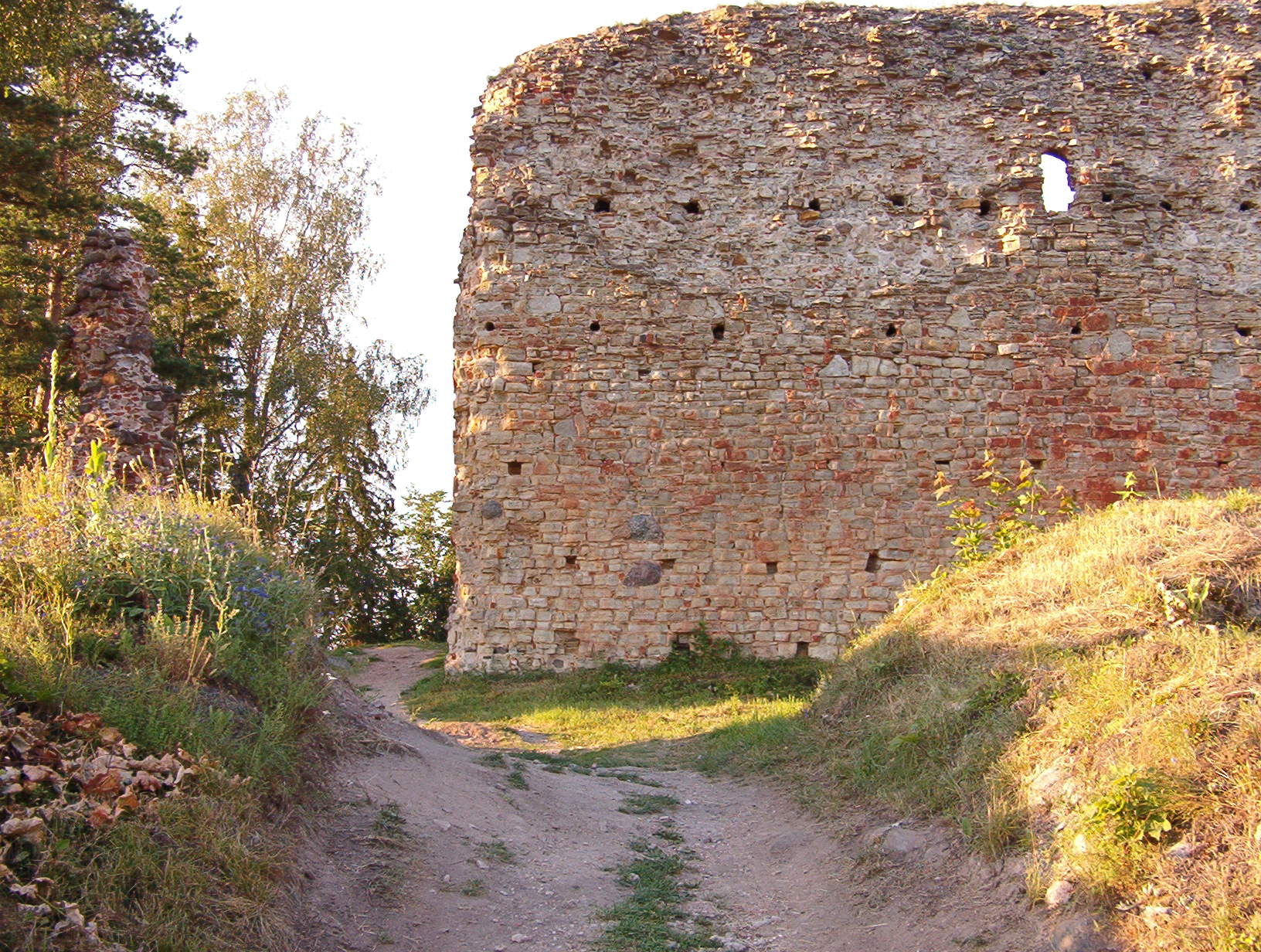
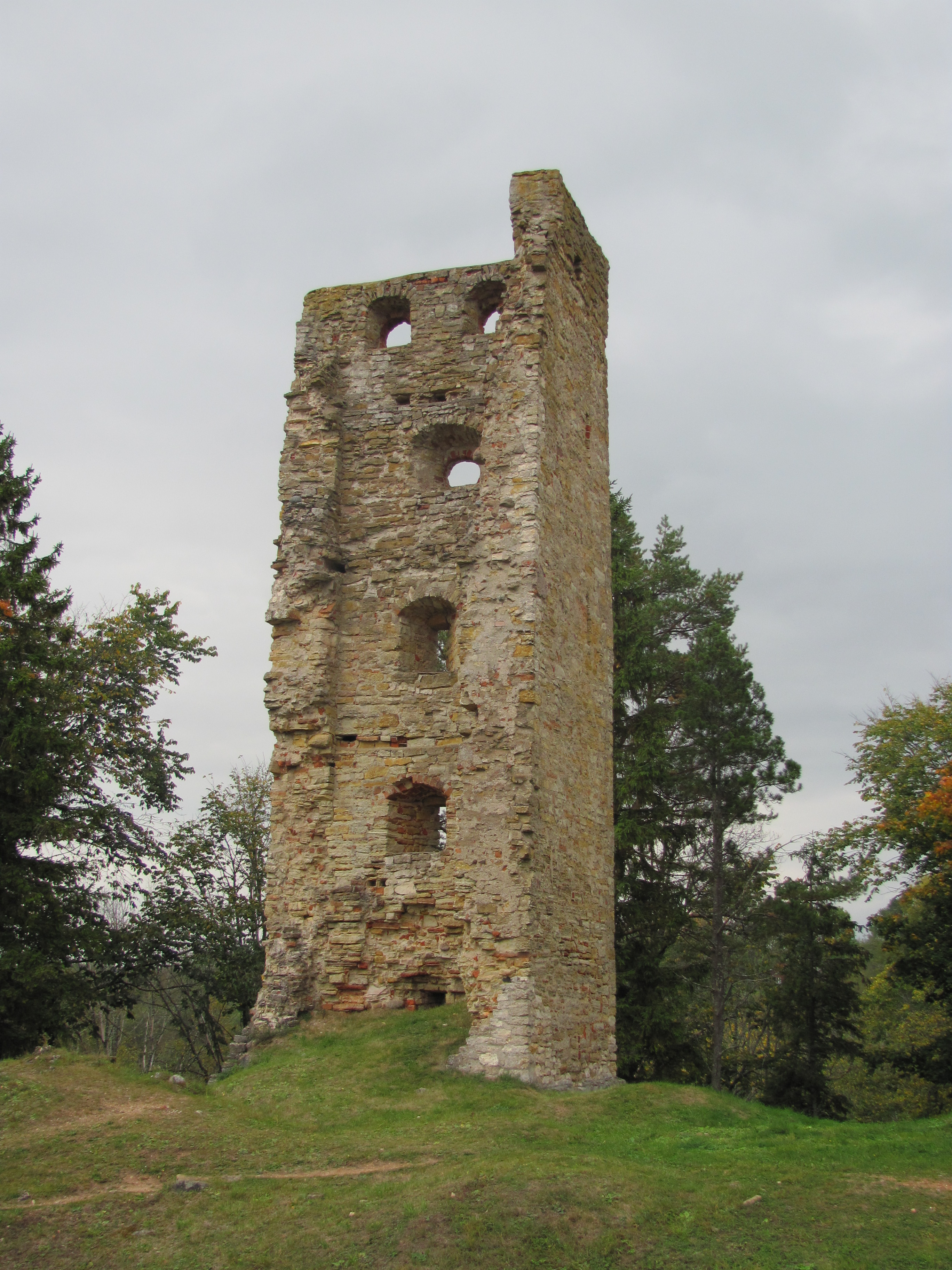
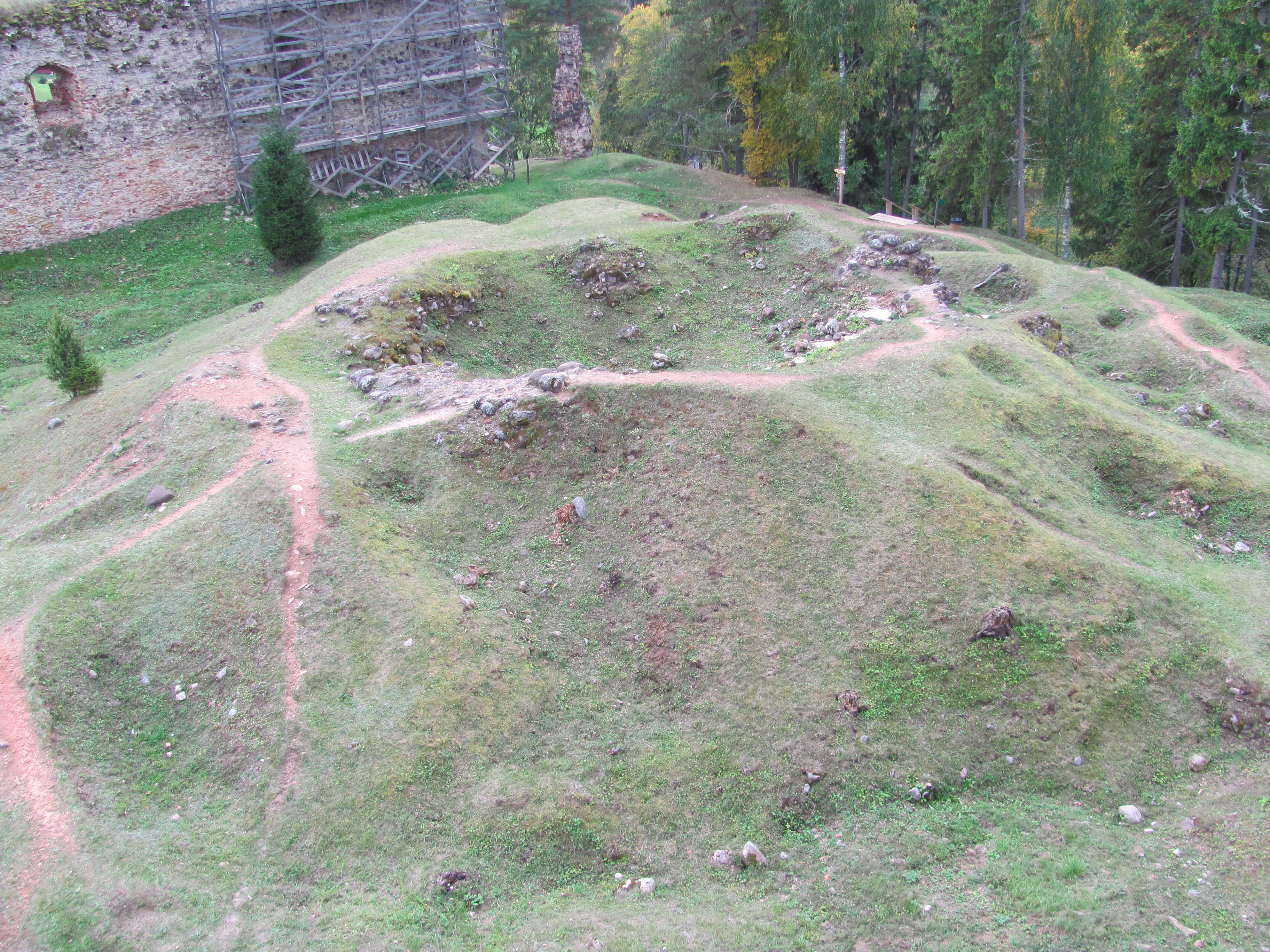
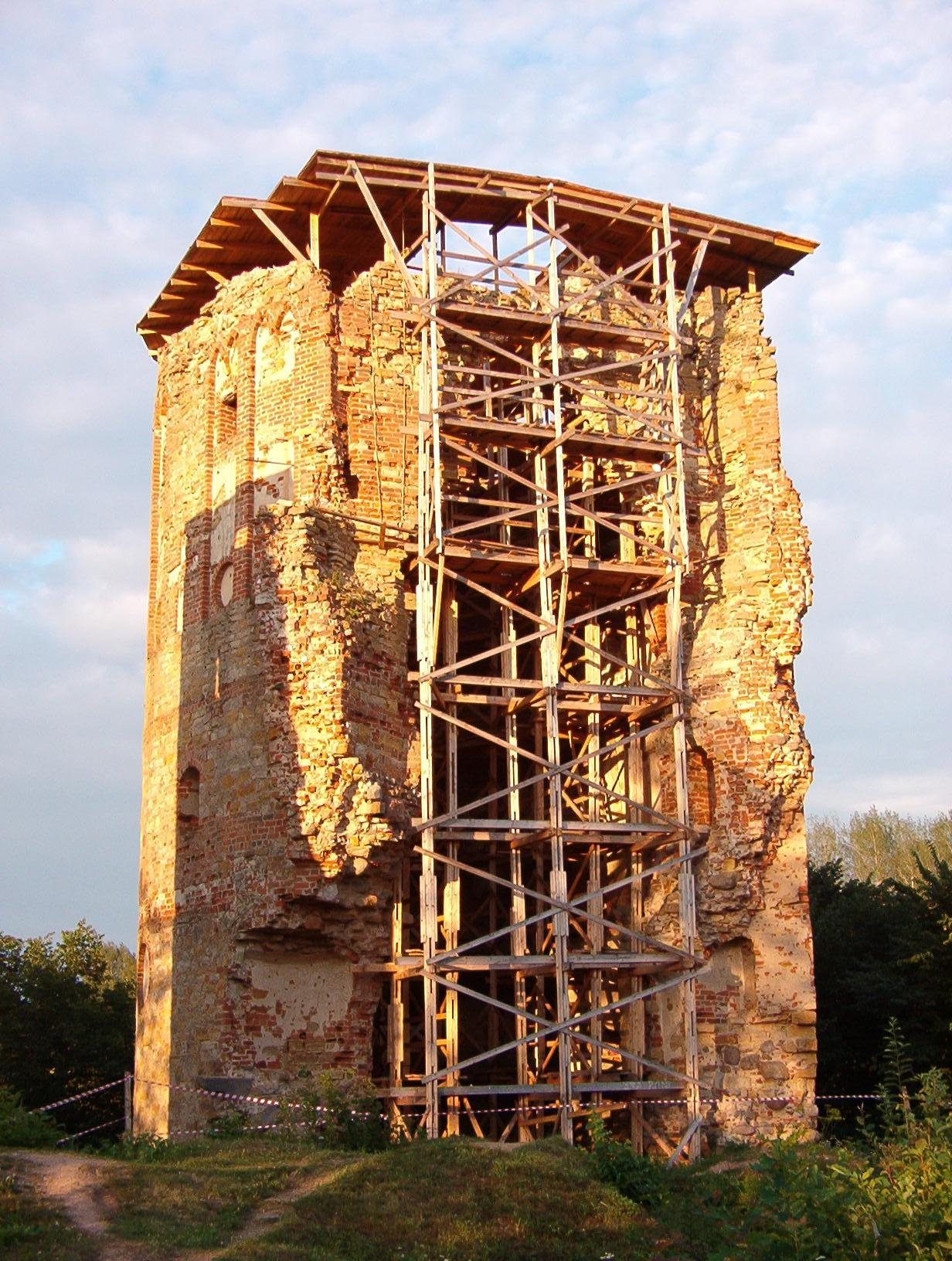